# Austin & Ally
Austin & Ally ist eine US-amerikanische Jugend-Sitcom, die zum ersten Mal am 2. Dezember 2011 beim Sender Disney Channel ausgestrahlt wurde. Sie wurde von Kevin Kopelow und Heath Seifert entwickelt, die schon an der Produktion von Sonny Munroe und JONAS L.A. beteiligt waren.
Ein Crossover zwischen Austin & Ally und Jessie, Austin & Jessie & Ally All Star New Year, wurde Ende 2012 ausgestrahlt, wodurch die beiden Serien im selben Serienuniversum spielen.

## Handlung
Die Serie dreht sich um die ungleiche Paarung der beiden Protagonisten. Ally ist eine Songwriterin, die aber unter starkem Lampenfieber leidet, das sie daran hindert, öffentlich aufzutreten. Nachdem Austin zufällig einen ihrer Songs gehört hat, nimmt er diesen auf und das Video wird zur Internet-Sensation. Schließlich verbünden sich die beiden und bilden fortan ein Team aus Sänger und Songwriter.
Die weiteren Hauptrollen sind noch Allys Freundin Trish, die ihr immer zur Seite steht und Austins Managerin wird, sowie Austins Freund Dez, der Regisseur für die Musikvideos wird.

## Figuren

### Hauptrollen
Austin Monica Moon
Austin (Ross Lynch) ist ein Teenager, der als Sänger von Allys Song im Internet bekannt wurde, und nun versucht seine Bekanntheit zu erhalten und weiter zu steigern. Er lässt Ally die Songs für sich schreiben und versucht auch, sie dabei zu unterstützen. Seine drei Lieblingssachen sind Pfannkuchen, LeBron James und Cheerleader. Außerdem hat er durch ein Kindheitserlebnis Angst vor Regenschirmen und anderen Schirmen. In der zweiten Staffel hat er eine kurze Beziehung mit Kira, verlässt diese aber in der Folge Partners & Parachutes (2x11), um mit Ally zusammenzukommen. In Staffel 2 Episode 4 wird bekannt, dass Austin mit zweitem Vornamen Monica heißt und er das nicht gut findet.
Ally Dawson
Ally (Laura Marano) ist eine Songwriterin, die unter extremem Lampenfieber leidet. Sie schreibt die Songs für Austin. Ally arbeitet im Musikgeschäft ihres Vaters. Der Grund für ihr Lampenfieber wird in Episode Filmmaking & Fear Breaking (1x15) enthüllt und liegt in einem gescheiterten Vorspielen am Klavier für die Aufnahme in einer Musikschule, bei dem sie plötzlich Panik bekam. Nachdem ihre Mutter aus Afrika heimgekehrt ist, stellt sie sich ihren Ängsten und meistert ihren ersten öffentlichen Auftritt als Sängerin in der Folge Chapters & Choices (2x10) auf (sie trat bereits vorher in einem Halloweenkostüm für Taylor Swift auf). Danach werden sie und Austin ein Paar. In "Couples and Careers", der Folge nach "Partners and Parachutes" trennen sie sich wieder, da beide finden, dass es als Paar nur halb so witzig ist und bleiben nur Freunde.
Patrisha Maria de la Rosa
Trish (Raini Rodriguez) ist Allys beste Freundin und Austins Managerin. Sie arbeitet in jeder Folge (in der ersten Folge in jeder Szene) in einem anderen Job, für den sie meist eine auffällige Kleidung trägt. Am Ende jeder Folge wird sie normalerweise gefeuert oder kündigt. Ausnahme ist hier jedoch ihre Arbeit als Austins Managerin, der sie ambitioniert nachgeht. Ihr voller Name lautet Patricia Maria de la Rosa.
Dez Hetfield Wade
Dez (Calum Worthy) ist Austins bester Freund. Er dreht für ihn die Musikvideos. Er trägt oft sehr ungewöhnliche Gegenstände in seinem Rucksack, beispielsweise einen Ziegelstein. Er liebt romantische Filme und verheimlicht das zunächst vor den anderen. Er fühlt sich oft einsam, wenn Austin eine Freundin hat und nur Sachen mit ihr macht.

### Nebenrollen
- Lester Dawson (Andy Milder) ist Allys Vater und Eigentümer des Musikladens Sonic Boom. Er interessiert sich kaum für Allys musikalisches Talent und sagt, sie hätte eine Chance von einer Bazillion zu eins, herauszukommen. Er ist sehr geizig.
- Nelson (Cole Sand) ist ein kleiner Junge, der bei Ally Musikunterricht nimmt. Dabei bringt er oft ein besonders großes Instrument mit.
- Dallas (Noah Centineo) ist Allys Schwarm. Zunächst verkauft er am Strand Handyzubehör. Er arbeitet kurz als Aushilfe im Sonic Boom, doch Ally muss ihn entgegen ihren Gefühlen herauswerfen, weil er zu ungeschickt ist.
- Mindy (Ashley Fink) ist die Managerin eines Restaurants, in dem die Kellner singen. Sie kommandiert andere gern herum und ist außerdem in Dez verliebt, was er aber nicht erwidert.
- Shiny Money (James Earl) ist ein Rapper. Austin tritt zweimal in seinen Shows auf (1x04 und 1x17), wobei Shiny Money beide Male am Ende verletzt wird. Er lässt Austin und seine Freunde auf sein Hausboot, um ein Lied zu schreiben.
- Jimmy Starr (Richard Whiten) ist Gründer und Eigentümer der Plattenfirma Star Records, bei der Austin seit Ende der ersten Staffel (1x18 Successes & Setbacks) unter Vertrag steht.
- Penny Dawson (Julia Campbell) ist Allys Mutter. Sie ist auf einer Expedition in Afrika, wo sie sich um Affen kümmert. Sie ist zum ersten Mal am Anfang der zweiten Staffel (Episode Backups & Breakups) zu sehen, bei einem Videochat mit ihrer Tochter. Sie kehrt aus Afrika zurück in der Folge Chapters & Choices (2x10).
- Kira Starr (Kiersey Clemons) ist die Tochter von Jimmy Starr, was sie zunächst verheimlicht, als sie für Austins Musikvideo gecastet wird, um die Entscheidung nicht zu beeinflussen. Sie hat zunächst abstoßenden Mundgeruch, der aber später verschwunden ist. Sie wird in der Folge Girlfriends & Girl Friends (2x08) Austins Freundin, der sie kurz darauf wieder verlässt. Kurz nachdem Jimmy Star weiß, dass seine Tochter mit Austin ausgeht, trennen sich Kira und Austin.

## Besetzung und Synchronisation
Die deutsche Synchronisation der ersten Staffel entstand 2012 im Auftrag der Synchronfirma SDI Media Germany GmbH in Berlin unter der Dialogregie von Karin Lehmann, die auch für das Synchronbuch verantwortlich war.
| Rolle            | Darsteller      | Hauptrolle (Staffel) | Nebenrolle (Staffel) | Synchronsprecher                                 |
| ---------------- | --------------- | -------------------- | -------------------- | ------------------------------------------------ |
| Austin Moon      | Ross Lynch      | 1–4                  |                      | Marcel Mann                                      |
| Ally Dawson      | Laura Marano    | 1–4                  |                      | Laura Elßel                                      |
| Trish De la Rosa | Raini Rodriguez | 1–4                  |                      | Annina Braunmiller (S1–3) Giuliana Jakobeit (S4) |
| Dez              | Calum Worthy    | 1–4                  |                      | Christian Zeiger                                 |
| Lester Dawson    | Andy Milder     |                      | 1–4                  | Uwe Büschken                                     |
| Nelson           | Cole Sand       |                      | 1–2                  |                                                  |
| Dallas           | Noah Centineo   |                      | 1                    | Dirk Petrick                                     |
| Mindy            | Ashley Fink     |                      | 1                    | Nicole Hannak                                    |
| Shiny Money      | James Earl      |                      | 1                    | Tobias Müller                                    |
| Jimmy Starr      | Richard Whiten  |                      | 1–4                  | Peter Lontzek                                    |
| Penny Dawson     | Julia Campbell  |                      | 2–4                  | Sabine Arnhold                                   |
| Kira Starr       | Kiersey Clemons |                      | 2–4                  |                                                  |

## Produktion und Ausstrahlung

### Vereinigte Staaten
Die erste Staffel sollte ursprünglich aus 13 Folgen bestehen, deren Anzahl im September 2011 auf 21 erhöht wurde. Im Februar 2012 gab der Disney Channel die Produktion einer zweiten Staffel bekannt, deren Produktion im Sommer 2012 begann. Wie der Hauptdarsteller Ross Lynch im September 2012 via Twitter bekannt gab, besteht die erste Staffel doch nur aus 19 Episoden. Die Ausstrahlung der zweiten Staffel begann in den USA am 7. Oktober 2012, im deutschen Disney Channel soll sie ab dem 13. Mai 2013 erfolgen. Im Dezember 2012 wird ein Crossover zwischen Jessie und Austin & Ally ausgestrahlt. Das Crossover wird allerdings nur als Austin-&-Ally-Episode gezählt.
Am 2. April 2013 wurde bekannt gegeben, dass Disney eine dritte Staffel zu der Serie bestellte, die seit Juli produziert und seit dem 27. Oktober 2013 ausgestrahlt wird. 2013 war Austin & Ally die meistgesehene Serie des Disney Channel in der Altersgruppe der Tweens (9 – 14 Jahre).
Am 4. Mai 2014 wurde offiziell bekannt, dass Disney die Serie um eine vierte Staffel verlängert hat.

### Deutschland
Die deutschsprachige Ausstrahlung der Serie erfolgt seit dem 21. Mai 2012 auf dem deutschen Disney Channel. Im Sommer 2012 gab der Fernsehsender Super RTL bekannt, dass die Serie als Free-TV-Premiere im Vorabendprogramm ab dem 3. November 2012 gezeigt werden soll. Während die neue Sitcom Jessie desselben Serienuniversums wochentags um 19.45 Uhr ausgestrahlt wurde, erhielt Austin & Ally die gleiche Sendezeit am Wochenende. Bei der neuen Staffel gelten andere Sendezeiten. Der frei empfangbare Disney Channel zeigte Austin & Ally im Nachmittagsprogramm. Die 2. Staffel wurde vom 16. Juni bis zum 21. Juli 2014 als Free-TV-Premiere im Disney Channel ausgestrahlt. Die 3. Staffel wurde vom 27. Juli bis zum 21. August 2015 auf dem Disney Channel ausgestrahlt. Die vierte und finale Staffel wurde vom 18. April 2016 bis zum 13. Mai 2016 auf dem deutschen Disney Channel im Nachmittagsprogramm ausgestrahlt.

### Staffelüberblick
| Staffel   | Episoden | Ausstrahlung (USA) Disney Channel      | Ausstrahlung (D/A/CH) Disney Channel    | Ausstrahlung (D/A/CH) Super RTL     |
| --------- | -------- | -------------------------------------- | --------------------------------------- | ----------------------------------- |
| Staffel 1 | 19       | 2. Dezember 2011 bis 9. September 2012 | 21. Mai bis 28. September 2012          | 3. November 2012 bis 6. Januar 2013 |
| Staffel 2 | 26       | 7. Oktober 2012 bis 9. September 2013  | 13. Mai 2013 bis 11. November 2013      | /*                                  |
| Staffel 3 | 22       | 27. Oktober 2013 bis 23. November 2014 | 27. Juli 2015 bis 21. August 2015       | /*                                  |
| Staffel 4 | 20       | 18. Januar 2015 bis 10. Januar 2016    | Vom 18. April 2016 bis zum 13. Mai 2016 | /*                                  |

* Durch den Sendestart des neuen Disney Channel im Free-TV ab dem 17. Januar 2014 hat Super RTL alle Disney-Produktionen Ende 2013 eingestellt. Somit liefen weitere Staffeln der Serie im Disney Channel im Free-TV.

## Soundtrack
Während eines Werbespots für den Song "Heard It on the Radio" gab Ross Lynch bekannt, dass ein Soundtrack für die Serie in Entwicklung war. Die Liste der Titel wurde am 20. Juli 2012 enthüllt. Das Album kam am 11. September 2012 auf den Markt.

## Auszeichnungen
| Tabellarische Übersicht der Auszeichnungen und Nominierungen | Tabellarische Übersicht der Auszeichnungen und Nominierungen | Tabellarische Übersicht der Auszeichnungen und Nominierungen | Tabellarische Übersicht der Auszeichnungen und Nominierungen | Tabellarische Übersicht der Auszeichnungen und Nominierungen |
| Jahr                                                         | Auszeichnung                                                 | Für                                                          | Kategorie                                                    | Resultat                                                     |
| ------------------------------------------------------------ | ------------------------------------------------------------ | ------------------------------------------------------------ | ------------------------------------------------------------ | ------------------------------------------------------------ |
| 2013                                                         | Kids' Choice Awards                                          | Ross Lynch                                                   | Lieblings-TV-Schauspieler                                    | Gewonnen                                                     |
| 2013                                                         | Radio Disney Music Awards                                    | „Heard It On The Radio“ - Ross Lynch                         | Bestes Musikvideo                                            | Gewonnen                                                     |
| 2013                                                         | Imagen Awards                                                | Raini Rodriguez                                              | Bestes junge Schauspielerin                                  | Gewonnen                                                     |
| 2014                                                         | Kids' Choice Awards                                          | Ross Lynch                                                   | Lieblings-TV-Schauspieler                                    | Gewonnen                                                     |
| 2014                                                         | Teen Choice Awards                                           | Austin & Ally                                                | Lieblings-Comedyserie                                        | Nominiert                                                    |
| 2014                                                         | Teen Choice Awards                                           | Ross Lynch                                                   | Lieblings-TV-Schauspieler Comedy                             | Gewonnen                                                     |
| 2014                                                         | Teen Choice Awards                                           | Laura Marano                                                 | Lieblings-TV-Schauspielerin Comedy                           | Nominiert                                                    |
| 2015                                                         | Kids' Choice Awards                                          | Ross Lynch                                                   | Lieblings-TV-Schauspieler                                    | Gewonnen                                                     |
| 2015                                                         | Kids' Choice Awards                                          | Laura Marano                                                 | Lieblings-TV-Schauspielerin                                  | Gewonnen                                                     |